# Fiat 1100 T
Il Fiat 1100 T è un mezzo commerciale di medie dimensioni prodotto dalla FIAT dal 1957 al 1971. Nella gamma dei veicoli commerciali si collocava tra i piccoli Fiat 600 T e il 615.
Presentato come naturale erede del 1100 F, il 1100 T era basato sulla meccanica della berlina Fiat 1100/103. La prima serie di Fiat 1100 T aveva il motore Fiat 103D di 1.089 cm³ della 1100, molto robusto e affidabile, ma era soprattutto la qualità della trasmissione e il telaio, estremamente resistente, che permettevano di realizzare una vera gamma di prodotti tra cui furgoni, cabinati e derivati commerciali realizzati su misura. 
Successivamente, il Fiat 1100 T verrà declinato in diverse serie. Sarà anche il primo veicolo commerciale leggero non derivato da un’automobile come era in uso in precedenza:

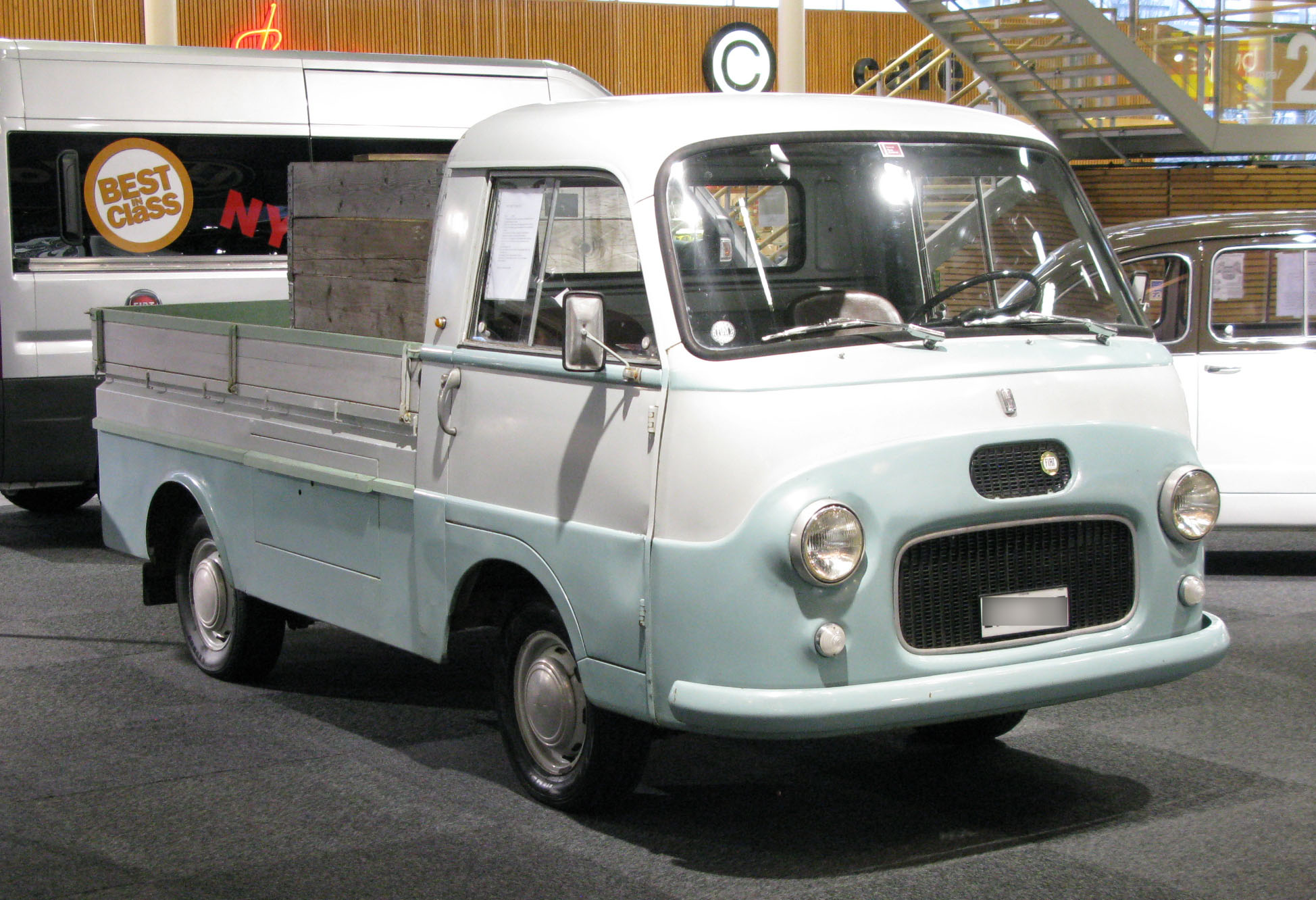
Fiat 1100 T2 camioncino

- 1957 – Fiat 1100 T, telaio cabina, piattaforma, furgone, portata utile 1.100 kg, motore benzina Fiat 103D di 1.089 cm³ e 38 CV,
- 1959 – Fiat 1100 T2, motore benzina Fiat 103G di 1.221 cm³ e 45 CV,
- 1963 – Fiat 1100 T2 con carico utile aumentato a 1,3 tonnellate, motore benzina Fiat 116 di 1.295 cm³ e 48 CV,
- 1966 – Fiat 1100 T2 con motore benzina Fiat 115C di 1.481 cm³ e 53 CV,
- 1968 – Fiat 1100 T4 con motore benzina Fiat 124AZ di 1438 cm³ e 51 CV, coppia maggiorata e carico utile aumentato a 1.230 kg.

La prima versione del 1100 T2 diesel fu lanciata nel 1962, equipaggiata con un motore diesel Fiat tipo 305D di 1.901 cm³ e 47 CV. Nel 1968 la versione 1100 T4 disponeva del nuovo motore diesel Fiat tipo 237AZ di 1.895 cm³ con la stessa potenza.
Questo furgone sarà prodotto su licenza in Austria dalla Steyr-Puch e in Ex-Jugoslavia dalla Zastava.
Nel 1971 cessò la produzione di questo modello perché, già nel 1966, la Fiat VC (Veicoli Commerciali), futura Fiat Professional, aveva lanciato il Fiat 238 a trazione anteriore, famoso e concettualmente moderno furgone polivalente del costruttore, che rimase in produzione fino al 1983.